# Демостен Филалет
Вижте пояснителната страница за други личности с името Демостен.
Демостен Филалет (на старогръцки: Δημοσθένης ὁ Φιλαλήθης; Demosthenes Philalethes) е древногръцки лекар, офталмолог в Мала Азия през 1 век. Той е ученик на Александер Филалет (1 век) и коментатор на Аристоксен. Последовател е на Херофил от Халкедон (ок. 330 – 255 пр.н.е.).
Автор е на произведението Ophthalmicus за офталмология.